# 65537 (getal)
Vijfenzestigduizend vijfhonderdzevenendertig, of 65 537, is het natuurlijke getal volgend op 65 536 en voorafgaand aan 65 538.
Het getal heeft in de wiskunde de volgende eigenschappen: 65 537 is
- de zestiende macht van twee, plus 1, genoteerd als 216 + 1,
- een fermatgetal, het is het vierde fermatgetal, F4,
- een priemgetal en
- vormt met 65 539 een priemtweeling.

Dit getal wordt zeer veelvuldig gebruikt als publieke exponent in RSA vanwege de goede balans tussen de cryptografische sterkte en het berekenen van publieke sleutels: er zijn slechts 2 bits '1' in de binaire representatie van het getal. 

## Eenheidswortels en veelhoek
De 65 536 eenheidswortels van de macht 65 537, die ongelijk aan 1 zijn, zijn zo te schrijven, dat daar alleen de gehele getallen, de basisoperaties en uitsluitend vierkantswortels, waaronder ook de imaginaire eenheid {\displaystyle i} wordt gerekend, voor worden gebruikt. Vergelijk het met de eenheidswortel {\displaystyle {\frac {-1+i{\sqrt {3}}}{2}}} van de macht 3. Er komen bij het uitschrijven van de eenheidswortels van de macht 65 537 geneste wortelvormen voor, dat wil zeggen dat er binnen een wortelvorm weer een volgende wortel voorkomt.
Dit komt met de stelling van Gauss-Wantzel overeen, die zegt dat een regelmatige {\displaystyle n}-hoek met passer en ongemerkte liniaal dan en slechts dan kan worden geconstrueerd als {\displaystyle n} het product is van een macht van 2 en van een aantal, eventueel geen, Fermat-priemgetallen. De  65537-hoek kan bijvoorbeeld met passer en liniaal worden getekend.